# Jablonná (Chyše)
Jablonná (německy Jablon) je vesnice, část města Chyše v okrese Karlovy Vary v Karlovarském kraji. Nachází se asi 5,5 kilometru jihovýchodně od Chyš. Jablonná leží v katastrálním území Jablonná u Chyší o rozloze 3 km². V katastrálním území Jablonná u Chyší leží i Dvorec.

## Historie
První písemná zmínka o vesnici je z roku 1227, kdy ji Kojata Hrabišic odkázal Jaroslavovi a po něm se majitelem stal vladyka Příbek. Jejich potomkům patřila až do počátku patnáctého století. V roce 1405 vesnici získal Jan Hvozdíř z Úněšova a Prostiboře, po kterém ji zdědila jeho dcera Anna. Od ní ji koupil Jan Strniště z Jablonného. Po něm v letech 1449–1465 vesnici vlastnil Nikl Haugvic, ale brzy se vrátila do majetku Jabloneckých z Jablonné. Z roku 1543 pochází jediná zmínka o zdejší tvrzi. Henrych z Jablonné tehdy statek prodal Vavřinci Šlikovi, který ho připojil k Rabštejnu nad Střelou. Panské sídlo již nebylo potřebné, a postupně zcela zaniklo.
Na východním okraji vsi stávala do roku 1987, kdy byla pro svůj havarijní stav zbořena, kaple z 18. století.

## Obyvatelstvo
Při sčítání lidu v roce 1921 zde žilo 44 obyvatel (z toho 22 mužů) německé národnosti a římskokatolického vyznání. Podle sčítání lidu z roku 1930 měla vesnice 42 obyvatel se stejnou národnostní a náboženskou strukturou.
|                                                                | 1869 | 1880 | 1890 | 1900 | 1910 | 1921 | 1930 | 1950 | 1961 | 1970 | 1980 | 1991 | 2001 | 2011 | 2021 |
| -------------------------------------------------------------- | ---- | ---- | ---- | ---- | ---- | ---- | ---- | ---- | ---- | ---- | ---- | ---- | ---- | ---- | ---- |
| Obyvatelé                                                      | 52   | 55   | 53   | 54   | 54   | 44   | 42   | 3    | —    | —    | —    | —    | 1    | 3    | 10   |
| Domy                                                           | 12   | 13   | 12   | 11   | 11   | 9    | 10   | 9    | —    | —    | —    | —    | —    | 2    | —    |
| Počet domů z roku 1961 je zahrnut v domech místní části Chyše. |      |      |      |      |      |      |      |      |      |      |      |      |      |      |      |

## Obecní správa
Při sčítání lidu v letech 1869–1950 Jablonná byla samostatnou obcí, se kterým patřila nejprve do okresu Žlutice, ale v roce 1950 v okrese Podbořany. Od roku 1960 je částí města Chyše v okrese Karlovy Vary. V letech 1869–1950 k obci patřil Dvorec.